# بل اورگن سیتی
بل اورگن سیتی (به انگلیسی: Belle of Oregon City) یک کشتی بود. این کشتی در سال ۱۸۵۳ ساخته شد.